# In vivo
In vivo (em latim: dentro do vivo) significa "que ocorre ou tem lugar dentro de um organismo ou em tecido vivo." Em ciência, in vivo refere-se à experimentação feita dentro ou no tecido vivo de um organismo vivo, em oposição a um parcialmente ou totalmente [morto. Experiências com animais e ensaios clínicos são formas de investigação in vivo.
A análise in vivo é importante para o estudo de fenômenos dinâmicos e para estudos que exigem que as células mantenham suas atividades vitais. Por isso, na análise in vivo a observação é feita imediatamente após a coleta, conservando-se todas as características vitais do objeto de estudo.